# Anabelle Prawerman
Anabelle Prawerman (Parijs, 13 januari 1963) is een voormalig beachvolleyballer uit Frankrijk. Ze nam tweemaal deel aan de Olympische Spelen en won een zilveren medaille bij de Europese kampioenschappen.

## Carrière
Prawerman was van 1995 tot en met 2000 als professioneel beachvolleyballer actief in de FIVB World Tour. Het eerste seizoen nam ze met Brigitte Lesage deel aan zeven toernooien met een dertiende plaats in Santos als beste resultaat. In 1996 deed het duo mee aan het eerste olympische beachvolleybaltoernooi in Atlanta. Prawerman en Lesage verloren in de tweede ronde van het Amerikaanse duo Holly McPeak en Nancy Reno en werden in de herkansing uitgeschakeld door Teruko Nakano en Yukiko Ishizaka uit Japan. Van 1998 tot en met 2000 vormde Prawerman een team met Cécile Rigaux. Tijdens hun eerste seizoen namen ze deel aan acht toernooien waarbij ze niet verder kwamen dan drie zeventiende plaatsen.
Het jaar daarop waren ze actief op zes reguliere toernooien in de World Tour met twee dertiende plaatsen (Acapulco en Espinho) als beste resultaat. Bij de wereldkampioenschappen in eigen land verloren ze in de tweede ronde van de Amerikaansen Annett Davis en Jenny Johnson Jordan, waarna ze in de herkansing werden uitgeschakeld door het Griekse tweetal Vasso Karadassiou en Effrosyni Sfyri. Bij de EK in Palma wonnen ze de zilveren medaille achter Laura Bruschini en Annamaria Solazzi uit Italië. In 2000 namen ze deel aan tien FIVB-toernooien met een negende plek in Espinho als beste resultaat. Bij de EK in Getxo verloren ze in de vierde ronde van de Duitsen Jana Vollmer en Danja Müsch en in de herkansing van de Nederlandse zussen Debora Schoon-Kadijk en Rebekka Kadijk, waardoor ze op een gedeelde vijfde plaats eindigden. In september deden Prawerman en Rigaux mee aan de Olympische Spelen in Sydney. Ze strandden in de achtste finale tegen het Australische duo Tania Gooley en Pauline Manser. Na afloop van de Spelen beëindigde Prawerman haar internationale beachvolleybalcarrière.

## Palmares
Kampioenschappen
- 1999:  EK
- 2000: 9e OS